# Tahoka
Tahoka – miasto w Stanach Zjednoczonych, w stanie Teksas, w hrabstwie Lynn. W 2000 roku liczyło 2 910 mieszkańców.